# Carnaxide
Carnaxide és una de les més antigues terres documentades a Portugal. Va ser una antiga freguesia del municipi de Oeiras, amb 6.63 km² d'àrea i 25.911 habitants (2011). La seva densitat poblacional era 3 908,1 hab/km². Va ser elevada la vila el 16 d'agost de 1991. Té per Patró Sa Romão. Va ser extinta (agregada) per la reorganització administrativa de 2012/2013, sent el seu territori integrat a la Unió de Freguesies de Carnaxide i Queijas.
El nom Carnaxide pot ser una designació filla de la paraula àrab "carna-axide", que significa "muntanya de terra vermella", i que consegüentment, indica que Carnaxide ja era habitada en ocasió de la invasió musulmana. Però la paraula també pot derivar del terme celta "carn-achad", que significa "terra de les pedres soltes". Cap de les teories està provada, no obstant serveixen per confirmar l'existència d'una població en aquesta localitat en simultani amb la presència dels àrabs i celtes a la "Península Ibèrica".

## Etimologia
Existeixen altres solucions per l'enigma de l'origen de l'estranya paraula que titula aquesta localitat. També refereix la paraula carn" com d'origen cèltic, considerant-la responsable per la designació dels molts "castros" i "crastos"(forts) del país, la major part de Després de-les-muntanyes.
Pel seu torn, José Pedro Machado considera inacceptable que el nom Carnaxide provingui de l'expressió "punta d'ovella" i suggereix el terme cèltic "carn", del qual deriva l'anglès "cairn", que significa muntanya feta de pedres, en estat brut.
Altres estudiosos de l'assumpte encara al·leguen que Carnaxide prové de la paraula "kara-a-Cid" una designació semiàrab que significa "Casa de Cid", o sigui, casa del Senyor, sabent-se que els moros cridaven al Senyor "Cid" o "Seide". En aquesta perspectiva, en Carnaxide pot igualment haver derivat de la paraula"Kara-la-Seide".
El nucli antic de Carnaxide, situat en la costera de la Serra amb el mateix nom, tenia en altre temps un magnífic panorama sobre Linda-a-Pastora i el Jamor.

### Origen Àrab
- Carna-axide: Muntanya de terra vermella
- Carn-xate: Punta d'ovella
- Kara-a-Cid: Casa de Cid (Rodrigo Diaz de Bivar) castellà que va lluitar contra els moros.

### Origen Celta
- Carn-ushold: Carn (muntanya de pedres, túmulo, memorial); Ushold (de cim)

## Història
A 10 de novembre de 1372, el rei En Ferran I de Portugal dona al seu corregidor Lourenço Anes Fogaça el títol deVila reial de Carnaxide. Més tard 13 de febrer de 1597 don Antão d'Almada rep, del Rei En Felip, una Carta d'agraiment d'aquesta freguesia referint-la com d'ell la mateixa propietat.
El segle XVIII i després del terratrèmol de 1755, en José va manar fer algunes millores a Carnaxide, expressament la construcció d'un aqüeducte i d'una font al centre de la vila. En el transcurs del segle es va verificar també un creixement significatiu de la població resident i un augment de la producció agrícola.
En els finals del segle xix van ser construïdes grans cases de camp i algunes Quintas de recreo que encara avui existeixen.
Població molt agradable i de bons aires va ser molt buscada com zona d'estiueig. En el passat, Carnaxide va ser un dels llocs preferits per canviar d'aires, de les famílies adinerades de Lisboa. Principalment en època de vacances, les famílies adinerades de la capital, es repartien per les diverses cases de renom de Carnaxide, algunes de les quals encara avui existeixen. Per aquí van passar en Pedro V i la família Real, el poeta Almeida Garrett, Tomás Ribeiro, Camilo Castelo Branco, entre d'altres.
Carnaxide és la tercera freguesia més antiga del país, sent esmentada en documentació oficial per primera vegada el segle xiv, el seu origen remunta al segle xiii.
Aquesta freguesia va ser durant molts anys la major de Portugal - lloc aquest que pertany actualment la Algueirão - Mem Martins - fins haver estat donada la divisió (l'any de 1993) i separació de les freguesies de Linda-la-Vella, Algés, Queijas i Creu Trencada - Dafundo.

## Demografia
La població de Carnaxide és segons els censos de 2011 de 25.911 habitants havent crescut bastant en 10 anys, doncs als censos de 2001 eren 21.354 habitants.

### Població
| Població de la freguesia de Carnaxide | Població de la freguesia de Carnaxide | Població de la freguesia de Carnaxide | Població de la freguesia de Carnaxide | Població de la freguesia de Carnaxide | Població de la freguesia de Carnaxide | Població de la freguesia de Carnaxide | Població de la freguesia de Carnaxide | Població de la freguesia de Carnaxide | Població de la freguesia de Carnaxide | Població de la freguesia de Carnaxide | Població de la freguesia de Carnaxide | Població de la freguesia de Carnaxide | Població de la freguesia de Carnaxide | Població de la freguesia de Carnaxide |
| ------------------------------------- | ------------------------------------- | ------------------------------------- | ------------------------------------- | ------------------------------------- | ------------------------------------- | ------------------------------------- | ------------------------------------- | ------------------------------------- | ------------------------------------- | ------------------------------------- | ------------------------------------- | ------------------------------------- | ------------------------------------- | ------------------------------------- |
| 1864                                  | 1878                                  | 1890                                  | 1900                                  | 1911                                  | 1920                                  | 1930                                  | 1940                                  | 1950                                  | 1960                                  | 1970                                  | 1981                                  | 1991                                  | 2001                                  | 2011                                  |
| 2 059                                 | 2 082                                 | 2 164                                 | 5 103                                 | 9 800                                 | 6 804                                 | 12 550                                | 15 345                                | 20 136                                | 28 301                                | 38 745                                | 78 583                                | 79 801                                | 21 354                                | 25 911                                |

Amb llocs d'aquesta freguesia va ser creada, el 1916, la freguesia de Amadora i el 1993 les freguesies de Algés, de la Cruz Quebrada-Dafundo, Linda-a-Vella i Queijas

## Economia
La seva principal activitat econòmica ha residit en la presència d'un número elevat de grans empreses com la EFACEC, Sumol o Mota-Engil, i en el petit comerç.
Repartiment amb el municipi veí (freguesia de Alfragide, Amadora) una de les principals zones comercials de Lisboa, amb diversos centres comercials com l'Allegro (centre comercial), el IKEA (el primer de Portugal), el Decathlon (empresa) (també el primer de Portugal), Makro, Norauto, Seaside Center, Mesurava Markt, Moviflor, Continente (hipermercats), Jumbo, Tartaruga Immobiliària etc.
Fins 2019, quedava també situada la seu de l'estació de televisió SIC (Societat Independent de Comunicació).

## Equipaments i espais públics
Carnaxide té un Centre Cívic on es localitza l'Auditori Ruy de Carvalho, la Junta de la freguesia, la Biblioteca Municipal de Carnaxide, un centre de dia i la Parròquia.
Té encara diversos jardins dels quals es destaca el Jardim Fernando Pessoa.
L'Hospital de Santa Cruz, unitat especialitzada en cardiologia.

## Centre històric
Església de Sa Romão: a causa de la seva situació i volumetria, es destaca de l'aglomerat envolvent. L'església està localitzada al centre de la zona antiga de Carnaxide.
Temple molt antic dedicat a São Romão, patró dels llauradors, es desconeix la data de construcció de l'església.
Al lloc va existir una ermita que més tard va ser reconstruïda i convertida en església parroquial.
Al llarg dels segles, l'edifici va sofrir grans alteracions i remodelacions. A la façana podem observar dues torres campanar i està embellida amb un curiós treball de canteria. La pica baptismal i el rellotge de sol daten del final del segle XVI (1588).
Hi ha notícia de la conclusió de les obres de la nau el 1683. L'edifici va sofrir grans danys amb el terratrèmol de 1755, però va ser gràcies al suport del rei en Josep i al poble de Carnaxide que va ser possible la seva reconstrucció.
L'interior posseeix una rica col·lecció de taulells dels segles XVI i XVIII revestint la nau i la capella-principal.
En l'inici del segle xix, la capella-principal va ser novament restaurada. Aquests treballs van tenir la contribució d'alguns artistes famosos, tals com el pintor Pedro Alexandrino i el mestre fuster António Pedrós.

## Font
Situat al carrer 5 d'octubre, al centre de la zona antiga de Carnaxide, data del segle xviii. Un escut d'armes reial està esculpit al frontispíci, per dalt d'una inscripció en llatí que diu "El rei en Josep ho va manar fer el 1766 inclòs a les seves obres de reconstrucció després del terratrèmol". Es tracta d'una font que rebia aigua d'una naixent al anomenat Lloc de les Franceses que alimentava també la font de la buraca, a una distància de 19.451 pams (segons referència de l'època), gràcies a un aqüeducte subterrani, en la seva major part.
Enrere del petit monument, front a l'església de São Romão, va ser construït una altra font amb una bec, revestit a rajoles datades de 1952 (que representen el segle XVII i XVIII), designat per l'encarregat de les fonts municipal.

## Serra de Carnaxide
Aqüeducte: manat construir per en Josep el segle xviii. Es tracta d'un aqüeducte subterrani, que condueix l'aigua del naixent, localitzat a prop d'1 km de l'entrada de la galeria del lloc designat de les Franceses, fins i tot a la font situada a la zona antiga de Carnaxide. Les obres van començar el 1765 i l'any següent es va inaugurar l'aqüeducte i la font on arribava fresca i pura l'aigua de la serra. Avui l'aigua va ser considerada impròpia per consum, però encara es pot llegir en el frontispíci de la font, en llatí inscrit a una placa de pedra, que "Fildelissimus Rex Josephus I, Liberalis, magnificus alque pius, Jussil ad utilitatem populi hujus, Alliberen hanc fluere aquam. Any Domini MDCCLXVI". Traduït:"El fidelíssim rei, EN. Josep, liberal, magnifíc i pietós, va manar que per utilitat d'aquest poble, corregués lliure aquesta aigua. Any del Senyor 1766".
Correcte és que des de l'inici del projecte, que els responsables de les obres de l'aqüeducte de les Aigues Lliures van tenir la clara noció de que només el cabal provinent de l'Aigua Lliure era insuficient pel proveïment de Lisboa, just contant amb el reforç de les naixents subsidiàries ja llavors detectades. Així, amb els diners del real de l'aigua també en Josep va manar construir en Carnaxide cases per la dona que va alletar la "sereníssima Senyora Infanta" i pel seu criat anomenat Diniz (1769).
Exemple viu d'una de les més importants obres pombalines al municipi, l'Aqüeducte de Carnaxide, va ser manat construir el 1765 cara a les protestes dels habitants que veien les aigües foren desviades a Lisboa a través de l'Aqüeducte de les Aigües Lliures.
De l'aqüeducte de Carnaxide només són visibles, a la superfície les tres claraboies que ilumina el curs d'aigua subterrani però a sota hi ha molt més per veure. L'entrada es fa per una porta simple amb la inscripció "C.M.Ho 1883" a la part superior. Allà dintre són prop de 700 metres de foscor per baix de la terra. Dos d'altura per un d'amplada. Es tracta d'un túnel calcari amb sostre en roca arredonida que només és possible observar davant la llum artificial de llanternes. De 200 en 200 metres existeix un respirador localitzant-se el primer per baix de la Rua Portal das Terras, segueix el recorregut subterrani per l'Avinguda Portugal, el Barri da Luta pela Casas i es prossegueix per la carretera nacional que lliga Benfica a l'Amadora. Al final es puja la serra, sempre sota terra, en direcció a la Mãe de Água, a 20 metres de profunditat amb 20 metres d'altura, il·luminats per vuit finestres. Al seu interior existeix un petit tanc amb metre i mitjà de diàmetre i prop de 20 centímetres de profunditat que serveix de reservori de les aigües del naixent i les remet pel brollador exterior. Al voltant del tanc, hi han bancs de pedra. La Mare d'Aigua està a 300 metres de distància del naixent, part d'ells en terra batuda. De l'espai s'aconsegueix observar la roca d'on brolla l'aigua que amb l'ajuda del túnel la durà a la font, instal·lat a la zona històrica de Carnaxide, front a l'església de São Romão i a la Casa de la Salut.De les diverses estructures arquitectòniques de mare d'Aigua existents, Carnaxide posseeix una de les més treballades. Freqüentada en altres temps per dames de la noblesa, la vulnerable Mare d'Aigua va sofrir posteriorment algunes visites difícils de controlar pels portadors de l'Aqüeducte. Tot i l'altura imposa respecte, sempre hi ha qui salta per les finestres amb l'ajuda de cordes per penetrar en territori prohibit.

## Patrimoni
- Aqüeducte, Mina, Mare d'Aigua, Chafariz i Claraboies
- Aqüeducte de les Águas Lliures, (municipi de Oeiras)
- Església de Sa Romão
- Santuari de la Senyora de la Rocha
- Far de la Mama

## Personalitats
- Vescomte de Carnaxide
- José Basalisa